# Кассини, Жан Доминик
Жан-Доминик Кассини (фр. Jean-Dominique Cassini; 1748—1845), известен также как Кассини IV или граф Кассини — французский астроном и геодезист.

## Биография
Родился в Парижской обсерватории 30 июня 1748, сын астронома Цезаря Франсуа Кассини (Кассини III) и Шарлотты Друэн-Вандёль. Учился в колледже дю Плесси в Париже, после чего — в католической школе ораторианцев в Жюйи, департамент Сена и Марна. В 1768 отправился в путешествие через Атлантический океан в качестве «комиссара по тестированию хронометров», изобретённых Пьером ле Руа. В 1770 был избран помощником астронома в Королевской академии наук, а в 1785 стал ассоциированным членом академии.
С 1784 занимает должность директора Парижской обсерватории, унаследовав эту должность от отца. Участвует в работе по завершению первой подробной карты королевства Франции, начатую его отцом (карта была представлена в Национальное собрание в 1789), а также геодезических измерениях Парижского и Гринвичского меридианов.
Во время Великой французской революции Жан-Доминик участвует в работе комиссии академии наук по подготовке перехода на метрическую систему мер. Будучи сторонником монархии, подал в отставку в сентябре 1793. По решению революционного комитета города Бове, был осуждён на семь месяцев заключения, которое отбывал с февраля 1794 по август 1794 в бенедиктинском монастыре на улице Сен-Жак. Выйдя на свободу, Жан-Доминик удалился в свой замок де Тюри, в 1795 ушёл из Бюро долгот, в 1796 покинул Институт Франции, но в 1799 был избран членом секции астрономии новой Академии наук Франции.
После этого он посвятил себя главным образом написанию полемических статей, в которых остаивал авторитет и вклад в науку династии Кассини. Его воспоминания, Mémoires pour servir à l’histoire des sciences et à celle de l’Observatoire royal de Paris (Мемуары для служения истории науки и Королевской Парижской обсерватории) вышли в свет в 1810.
Наполеон I, а затем, после Реставрации Бурбонов, Людовик XVIII, высоко оценили заслуги Жана-Доминика, наградив его и назначив достойную пенсию. Умер Жан-Доминик Кассини в Тюри-су-Клермон 18 октября 1845.
Его сын Анри Кассини — известный французский ботаник.